# Midfield (Texas)
Midfield es un lugar designado por el censo ubicado en el condado de Matagorda en el estado estadounidense de Texas. En el Censo de 2020 tenía una población de 356 habitantes y una densidad poblacional de 296,67 habitantes por km². Fue incluido como CDP en el censo de 2020.

## Geografía
Midfield se encuentra ubicado en las coordenadas 28°56′25″N 96°12′47″O / 28.94028, -96.21306. Según la Oficina del Censo de los Estados Unidos,  tiene una superficie total de 1,20 km², todos correspondientes a tierra firme.